# العلاقات الجزائرية المكسيكية
العلاقات الجزائرية المكسيكية هي العلاقات الدبلوماسية بين الجمهورية الديمقراطية الشعبية الجزائرية والولايات المكسيكية المتحدة. الجزائر لديها سفارة في مكسيكو سيتي.
والمكسيك لديها سفارة في الجزائر.

## التاريخ
بعد انتهاء حرب الاستقلال الجزائرية واستقلال الجزائر عن فرنسا، كانت المكسيك أول من اعترف باستقلال الجزائر في عام 1962. وقد أقيمت العلاقات الدبلوماسية الرسمية بين البلدين في 21 تشرين الأول / أكتوبر 1964. في عام 1965، عهد إلى السفير المكسيكي في القاهرة بشؤون الجزائر. في عام 1974 أرسلت المكسيك أول سفير إلى الجزائر وفي عام 1975 فتحت الجزائر سفارة في مدينة مكسيكو. في عام 2008، كدليل على الصداقة المتبادلة، تم افتتاح تمثال عبد القادر الجزائري في مدينة مكسيكو. في عام 2011، تم افتتاح تمثال إيمليانو زاباتا في الجزائر العاصمة ٫ ولكن تم هدمه بعد أسبوع من افتتاحه. وفي تشرين الأول / أكتوبر 2014، احتفل البلدان ب 50 عاما من العلاقات الدبلوماسية.

## الزيارات الرسمية

زيارة الرئيس الشادلي بن جديد المكسيك عام 1981

### زيارات رسمية من الجزائر إلى المكسيك
في عام 1981 ، زار الرئيس الجزائري الشاذلي بن جديد المكسيك. وقد زار المكسيك مرة أخرى في عام 1985. وفي عام 2002، زار الرئيس عبد العزيز بوتفليقة المكسيك.

### زيارات رسمية من المكسيك إلى الجزائر
وفي عام 1975 ، زار رئيس المكسيك، لويس إيشيفيريا الجزائ. وفي عام 2005، زار الرئيس فيسنتي فوكس الجزائر.

## العلاقات التجارية
في عام 2015، بلغت التجارة الثنائية بين البلدين 243 مليون دولار. الجزائر هي أكبر شريك تجاري للمكسيك (ثاني أكبر شريك تجاري في أفريقيا)، في حين أن المكسيك هي أكبر شريك تجاري للجزائر في العالم.